# Solanum felinum
Solanum felinum är en potatisväxtart som beskrevs av Friedrich August Georg Bitter och Whalen. Solanum felinum ingår i släktet skattor som ingår i familjen potatisväxter. Inga underarter finns listade i Catalogue of Life.